# Draba arseniewii
Draba arseniewii là một loài thực vật có hoa trong họ Cải. Loài này được (B.Fedtsch.) Gilg ex Tolm. mô tả khoa học đầu tiên năm 1939.